# 潮州城隍廟
22°33′14″N 120°33′05″E / 22.5539394°N 120.5513168°E
潮州城隍廟，是位於臺灣屏東縣潮州鎮的城隍廟，原址位於址潮州鎮壽星路17號。2024年4月7日入火安座搬遷至壽星路52-1號。

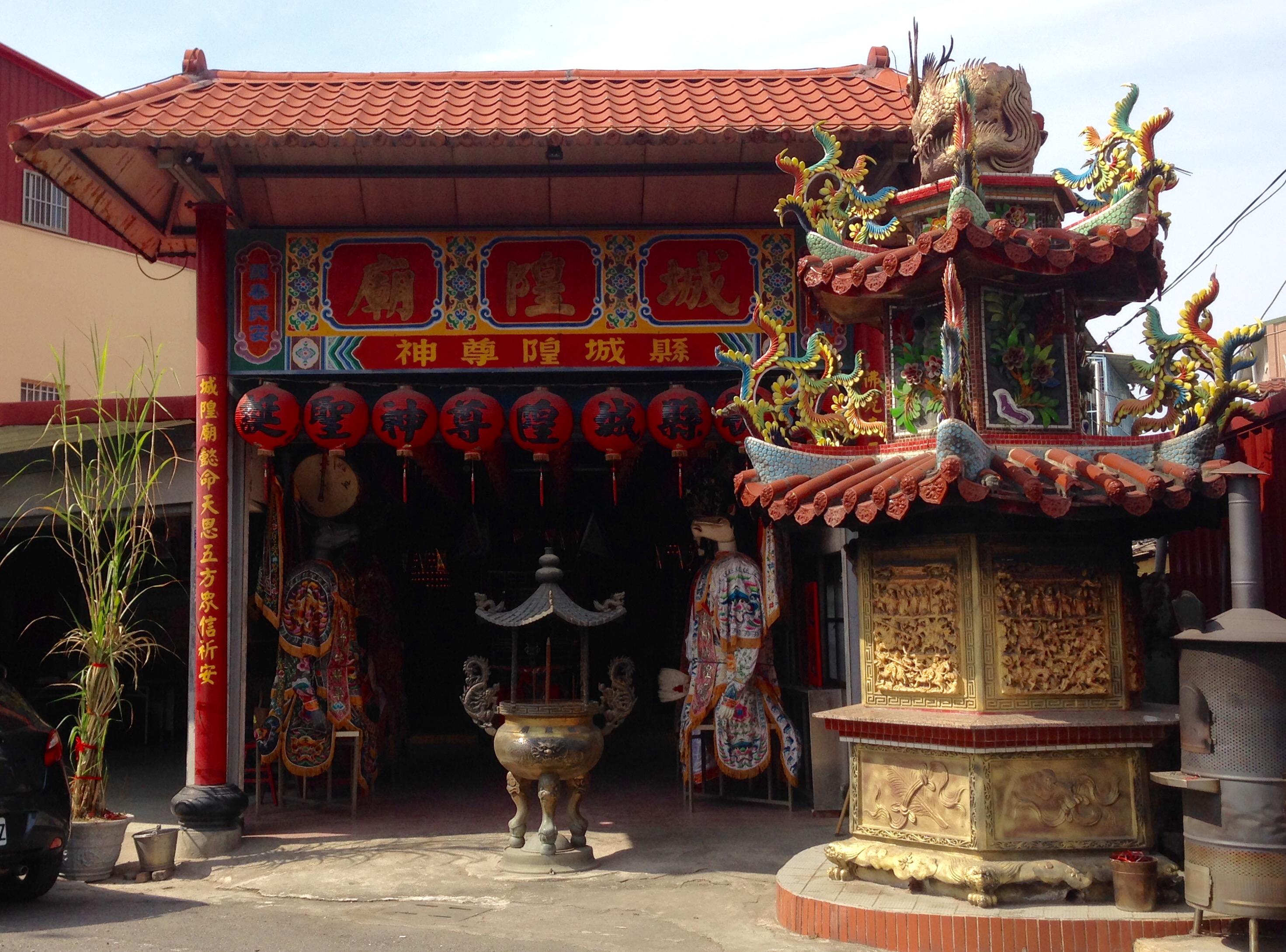
潮州城隍廟

## 簡介
- 1726年，中國大陸先民渡海來臺，居住於潮州匏仔厝村 （匏仔厝是清代地名，約在今日潮州城隍廟東方300公尺），便奉祀「本境境主」作為村莊的守護神，搭建草庵奉祀。

- 1915年，迎神活動遷移至北勢部葫蘆村。

- 1930年代，日本官府查禁各地臺灣民間信仰，一名李姓檀越將境主神像藏於其家膜拜，引來附近善信紛紛參拜，成為鄉民聚會所。

- 1945年，國民政府接管臺灣，村民搭建磚厝供信眾膜拜。

- 1950年，屏東縣設縣，居民因而將「境主」改稱「城隍」，稱「潮州城隍廟」。